# Nicole Cooke
Nicole Denise Cooke (Swansea, 13 de abril de 1983) é uma ex-ciclista galesa de participava em competições de ciclismo de estrada.
Aos 16 anos, Cooke conquistou seu primeiro título nacional absoluto, tornando-se a mulher mais jovem a ganhar o Campeonato da Grã-Bretanha. Em 2001 ela recebeu o Bidlake Memorial Prize, um prêmio atribuído em honra do seu desempenho e sua contribuição para o desenvolvimento do ciclismo britânico. Também ganhou quatro títulos mundiais júnior. Ela era a ciclista mais jovem a ganhar a Copa do Mundo e Giro d'Italia. Além disso, tem duas vitórias na Grande Boucle, em 2006 e 2007, alcançando o número 1 da classificação feminina da UCI (Ranking UCI), cargo que ocupou até o final da temporada.
Em 2013, anunciou sua aposentadoria, em grande parte por causa de escândalos de dopagem e por pouco o apoio que recebe o ciclismo feminino pela UCI em comparação com o ciclismo masculino. Um exemplo disso foi que ela disse: "Hamilton (Tyler) ganhou mais com um livro sobre sua dopagem do que eu em toda a minha carreira".

## Carreira olímpica
Cooke competiu representando o Reino Unido em três edições dos Jogos Olímpicos (Atenas 2004, Pequim 2008 e Londres 2012), dos quais conquistou a medalha de ouro em 2008, individualmente.